# Demofest
Demofest — ежегодный музыкальный фестиваль, проходящий в крепости Кастел в городе Баня-Лука, Республика Сербская. Проводится регулярно каждый июль начиная с 2008 года с участием молодых независимых групп из стран бывшей Югославии. В настоящее время является крупнейшим фестивалем независимой музыки на территории Юго-Восточной Европы и крупнейшим бесплатным фестивалем региона.
«Демофест» включает соревновательную и несоревновательную программы. Соревновательная часть открыта для независимых групп из Боснии и Герцеговины, Словении, Хорватии, Сербии, Черногории и Македонии. В несоревновательной части выступают популярные местные или иностранные коллективы, добившиеся мирового признания, среди них, например, Guano Apes, Kosheen, Stereo MC’s, Kelis, Fun Lovin’ Criminals, Triggerfinger, Asian Dub Foundation, Кирил Джайковски, Dubioza Kolektiv, Majke, Psihomodo pop, Damir Urban, S.A.R.S, Partibrejkers. Формат фестиваля не имеет жёстких жанровых ограничений, среди исполнителей встречаются представители таких жанров как рок, поп, панк, метал, хип-хоп, регги и пр.
За период 2008—2015 годов через фестиваль прошло более 3000 независимых групп, 61 коллектив выступил вне конкурсной программы. Вход на все мероприятия фестиваля свободный, в последние годы ежегодно его посещают около 40 тыс. человек.
В 2013 году Demofest был включён в список проектов ЮНЕСКО, способствующих культурному сближению и установлению связи между странами бывшей Югославии. Фестиваль поддерживается многими международными институтами и властными структурами, его деятельность подробно освящается прессой, как региональной, так и зарубежной: The Guardian, Vice, MTV и др. В 2011 году снят художественный фильм Zduhač znači avantura, в центре сюжета которого — поездка нескольких персонажей на «Демофест».

## Концепция фестиваля

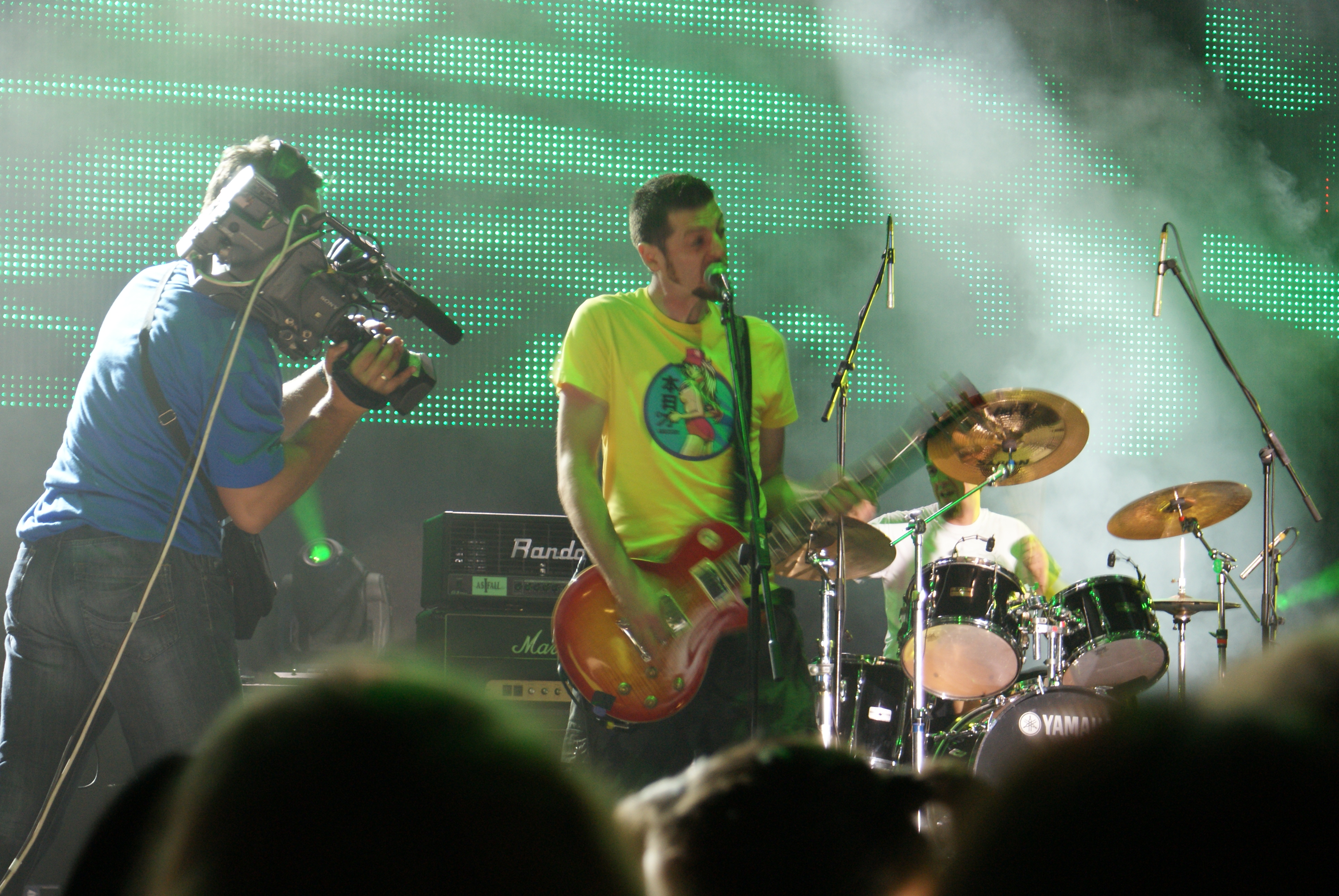
Демофест в 2011 году

К участию в конкурсной программе фестиваля допускаются только независимые группы, не имеющие контрактов с крупными звукозаписывающими компаниями. Приём заявок обычно начинается ранней весной, музыканты присылают организаторам демозаписи своего творчества и необходимые анкетные данные, в течение двух месяцев жюри отбирает среди них 30-40 претендентов, которые будут соревноваться друг с другом на сцене фестиваля. Первые два дня проходят квалификационные концерты, по итогам которых около десяти участников отбираются в финал. Выступление групп оценивает специальное жюри, собираемое из уважаемых музыкантов, журналистов, музыкальных критиков и продюсеров. К примеру, в разное время членами жюри были такие известные люди как Рамбо Амадеус, Эльвир Лакович, Влатко Стефановски, Марко Шелич, Милорад Милинкович, Пётр Янатович, Бранимир Локнер.
Победившая команда награждается сессией звукозаписи в профессиональной студии, производством полноценных альбома и видеоклипа. Занявшие второе и третье места коллективы помимо денежного вознаграждения получают в качестве призов различное сценическое оборудование. Предусмотрены несколько специальных призов, так, лучший басист фестиваля награждается бас-гитарой ручной работы, лучший барабанщик получает элемент ударной установки.
Начиная с 2011 года «Демофест» проходит в три дня. Хедлайнеры обычно выступают в самом конце мероприятия, после завершения конкурсной программы. Помимо музыкантов, на фестивале в меньшей степени представлены прочие представители молодёжной культуры, авторы граффити, комиксов, устраиваются фото- и художественные выставки, показы кинофильмов, презентации книг, проводятся семинары, лекции, мастер-классы.